# Калиновка (Мощаницкий сельсовет)
Кали́новка (бел. Калінаўка) — деревня в составе Мощаницкого сельсовета Белыничского района Могилёвской области Республики Беларусь.
До декабря 2012 года входила в состав упразднённого Эсьмонского сельсовета.

## Население
- 2010 год — 2 человека